# 140. вечити дерби у фудбалу
140. вечити дерби је фудбалска утакмица одиграна на стадиону Партизана у Београду 23. априла 2011. године. Ова утакмица је игран у оквиру 24. кола Суперлиге у сезони 2010/11. Партизан је победио Црвену звезду са 1:0, голом Принца Тејга у 62. минуту утакмице. Утакмицу је судио Слободан Веселиновић из Ваљева.
Пре ове утакмице Партизан и Црвена звезда су делили прво место на табели са освојених 59 бодова. Ово је Црвеној звезди био трећи пораз у сезони, а Партизану 20. победа. Након ове утакмице Партизан је одмакао Црвеној звезди за три бода.
Победом у овом Вечитом дербију Партизан је дошао до своје 40. првенствене победе у међусобним сусретима, док их је Црвена звезда имала 57, а 43 утакмице су завршене без победника. Гол Принца Тејга је био 172. његове екипе, а Црвена звезда се задржала на 207 постигнутих голова. Овом победом црно-бели су наставили низ од пет узастопне победе над вечитим ривалима. Црвено-бели су и у осмом узастопном Вечитом дербију остали без победе.

## Детаљи меча
| Партизан  | 1 – 0 | Црвена звезда |
| --------- | ----- | ------------- |
| Тејго 62’ |       |               |

| Партизан | Црвена звезда |

| Партизан:                                                                                 |    |                     |     |     |
|                                                                                           |    |                     |     |     |
| GK                                                                                        | 88 | Владимир Стојковић  |     |     |
| DF                                                                                        | 2  | Александар Миљковић |     |     |
| DF                                                                                        | 18 | Александар Лазевски | 57’ | 73’ |
| DF                                                                                        | 15 | Стефан Савић        |     |     |
| DF                                                                                        | 20 | Младен Крстајић (к) |     |     |
| MF                                                                                        | 4  | Мохамед Камара      | 37’ |     |
| MF                                                                                        | 99 | Милан Смиљанић      | 13’ |     |
| MF                                                                                        | 22 | Саша Илић           |     | 25’ |
| MF                                                                                        | 25 | Стефан Бабовић      |     |     |
| FW                                                                                        | 28 | Принц Тејго 62’     |     |     |
| FW                                                                                        | 77 | Ивица Илиев         |     | 73’ |
| Измене:                                                                                   |    |                     |     |     |
| GK                                                                                        | 33 | Радиша Илић         |     |     |
| DF                                                                                        | 13 | Марко Јовановић     | 85’ | 73’ |
| MF                                                                                        | 7  | Немања Томић        | 67’ | 25’ |
| MF                                                                                        | 8  | Радосав Петровић    |     | 73’ |
| MF                                                                                        | 23 | Александар Давидов  |     |     |
| MF                                                                                        | 80 | Звонимир Вукић      |     |     |
| FW                                                                                        | 31 | Марко Шћеповић      |     |     |
| Тренер:                                                                                   |    |                     |     |     |
| Александар Станојевић Помоћне судије: Милован Ристић и Саша Живковић Делегат: Душан Томић |    |                     |     |     |

| Црвена звезда:    |    |                     |     |     |
|                   |    |                     |     |     |
| GK                | 1  | Бобан Бајковић      |     |     |
| DF                | 24 | Павле Нинков (к)    | 80’ |     |
| DF                | 14 | Никола Микић        |     |     |
| DF                | 3  | Душко Тошић         | 22’ |     |
| DF                | 5  | Урош Ћосић          |     | 45’ |
| MF                | 26 | Мохамед Авал Исах   |     |     |
| MF                | 8  | Дарко Лазовић       |     |     |
| MF                | 10 | Евандро Гоебел      |     | 27’ |
| MF                | 20 | Каду                | 57’ | 66’ |
| FW                | 19 | Кристијан Борха     | 9’  |     |
| FW                | 99 | Андрија Калуђеровић |     |     |
| Измене:           |    |                     |     |     |
| GK                | 22 | Саша Стаменковић    |     |     |
| DF                | 13 | Ли Ади              |     | 45’ |
| DF                | 15 | Милан Вилотић       |     |     |
| MF                | 27 | Срђан Мијаиловић    |     |     |
| MF                | 9  | Огњен Короман       |     | 66’ |
| FW                | 21 | Александар Јевтић   |     | 27’ |
| FW                | 23 | Славко Перовић      |     |     |
| Тренер:           |    |                     |     |     |
| Роберт Просинечки |    |                     |     |     |